# Klaprothia
Klaprothia ist eine Pflanzengattung innerhalb der Familie der Blumennesselgewächse (Loasaceae). Sie enthält nur zwei Arten, die in der Neotropis weitverbreitet sind und in vielen Gebieten der Welt als invasive Pflanzen gelten. Der Gattungsname ehrt den deutschen Chemiker Martin Heinrich Klaproth   (1743–1817).

## Beschreibung

### Vegetative Merkmale
Es handelt sich um aufrechte, einjährige oder ausdauernde krautige Pflanzen. Die gegenständig angeordneten Laubblätter sind einfach mit gesägten Blattrand.

### Generative Merkmale
Die Blütenstände sind endständig und entweder thyrsenähnlich oder Dichasien, vor jeder der aufrecht stehenden Einzelblüten stehen zwei winzige Vorblätter.
Die zwittrigen Blüten sind radiärsymmetrisch und vierzählig mit doppelter Blütenhülle. Es sind vier Kelchblätter vorhanden. Die vier freien Kronblätter sind weiß. Die gelben Staminodien stehen in Gruppen zu zwei bis sechs Stück miteinander und sind entweder unverwachsen oder die drei bis vier äußeren sind am Ansatz miteinander verwachsen, dicht papillös behaart und an der Spitze unregelmäßig keulenförmig und gelappt. Vier Fruchtblätter sind zu einem unterständigen, einkammerigen Fruchtknoten verwachsen. Der Griffel ist fadenförmig.
Die kleine Kapselfrucht ist eiförmig und gerade bis schwach verdreht, sie öffnet mit vier Klappen am oberen Ende der Frucht oder entlang länglicher Schlitze und enthält 2 bis 200 Samen. Die Samen sind schwach eiförmig.
Die Chromosomenzahl beträgt 2n = 24 bzw. 48.

## Verbreitung
Die Gattung Klaprothia ist vom südlichen Mexiko über Zentralamerika bis nach Brasilien und Bolivien weitverbreitet und strahlt bis auf die Galapagos-Inseln und Karibische Inseln aus.

## Systematik
Die Erstbeschreibung von Klaprothia erfolgte 1823 durch Karl Sigismund Kunth in Friedrich Wilhelm Heinrich Alexander von Humboldt, Aimé Jacques Alexandre Bonpland, Karl Sigismund Kunth: Nova Genera et Species Plantarum (folio ed.), 6, Seite 96. Typusart ist Klaprothia mentzelioides Bonpl. & Kunth. Synonyme für Klaprothia Kunth sind: Ancyrostemma Poepp. & Endl., Sclerothrix C.Presl.
Die Gattung  Klaprothia gehört zur Tribus Klaprothieae in der Unterfamilie Loasoideae innerhalb der Familie Loasaceae. Bis Poston & Nowicke 1990" waren in Tribus Klaprothieae zwei monotypische Gattungen Klaprothia und Sclerothrix. Sclerothrix fasciculata wurde 1990 in die Gattung Klaprothia gestellt.
Die Gattung Klaprothia enthält nur zwei Arten:
- Klaprothia fasciculata (C.Presl) Poston (Syn.: Ancyrostemma micranthum (Ruiz & Pav. ex G.Don) Poepp. & Endl., Blumenbachia micrantha Ruiz & Pav. ex G.Don, Loasa micrantha Poepp., Loasa micrantha Ruiz & Pav., Loasa micrantha Ruiz & Pav. ex A.López, Sclerothrix fasciculata C.Presl): Sie kommt von Mexiko bis ins tropische Südamerika und auf Hispaniola vor.[7][4]
- Klaprothia mentzelioides Kunth: Sie kommt von Costa Rica bis Bolivien und dem nördlichen Brasilien vor.[7]